# Sommerschafweide am Tobelburren
Die Sommerschafweide am Tobelburren ist ein vom Landratsamt Münsingen am 31. Mai 1955 durch Verordnung ausgewiesenes Landschaftsschutzgebiet auf dem Gebiet der Gemeinde Pfronstetten im Landkreis Reutlingen in Baden-Württemberg.

## Lage und Beschreibung
Das 4,2 Hektar große Landschaftsschutzgebiet liegt etwa 1,5 km nordöstlich des Pfronstettener Ortsteils Huldstetten im Gewann Tobelburren. Es gehört zum Naturraum Mittlere Flächenalb.
Geologisch stehen Formationen der Oberen Massenkalke und der Liegenden Bankkalke des Oberjuras an.
Der ostexponierte Hang ist infolge der Nutzungsaufgabe heute weitgehend durch Sukzession oder Aufforstung bewaldet. Im Westen schließt die offene Feldflur an.